# (3225) Hoag
Pour les articles homonymes, voir Hoag.
(3225) Hoag est un astéroïde de la ceinture principale de la famille de Hungaria.

## Description
(3225) Hoag est un astéroïde de la ceinture principale, de la famille de Hungaria. Il présente une orbite caractérisée par un demi-grand axe de 1,88 UA, une excentricité de 0,05 et une inclinaison de 25,1° par rapport à l'écliptique.

## Compléments